# 长乐坪镇
长乐坪镇，隶属湖北省五峰土家族自治县，人口25414人，面积374平方千米。辖1个居委会、16个村委会：长乐、白岩坪、苏家河、甘沟、月山、百年关、三教庙、柴埠溪、青岩冲、白鹿庄、桥坪、大湾、红渔潭、菖蒲溪、洞口、腰牌、石桥构。